# Mineri, Tulcea
Mineri (în trecut Câșla / Câșle) este un sat în comuna Somova din județul Tulcea, Dobrogea, România. Denumirea de Mineri a satului deriva de la ocupatia locuitorilor din zona, aici descoperindu-se importante zacaminte de baritina.

## Personalități locale
- Constantin I. Brătescu (1882 - 1945), geograf, membru corespondent al Academiei Române.